# Jerry Spinelli

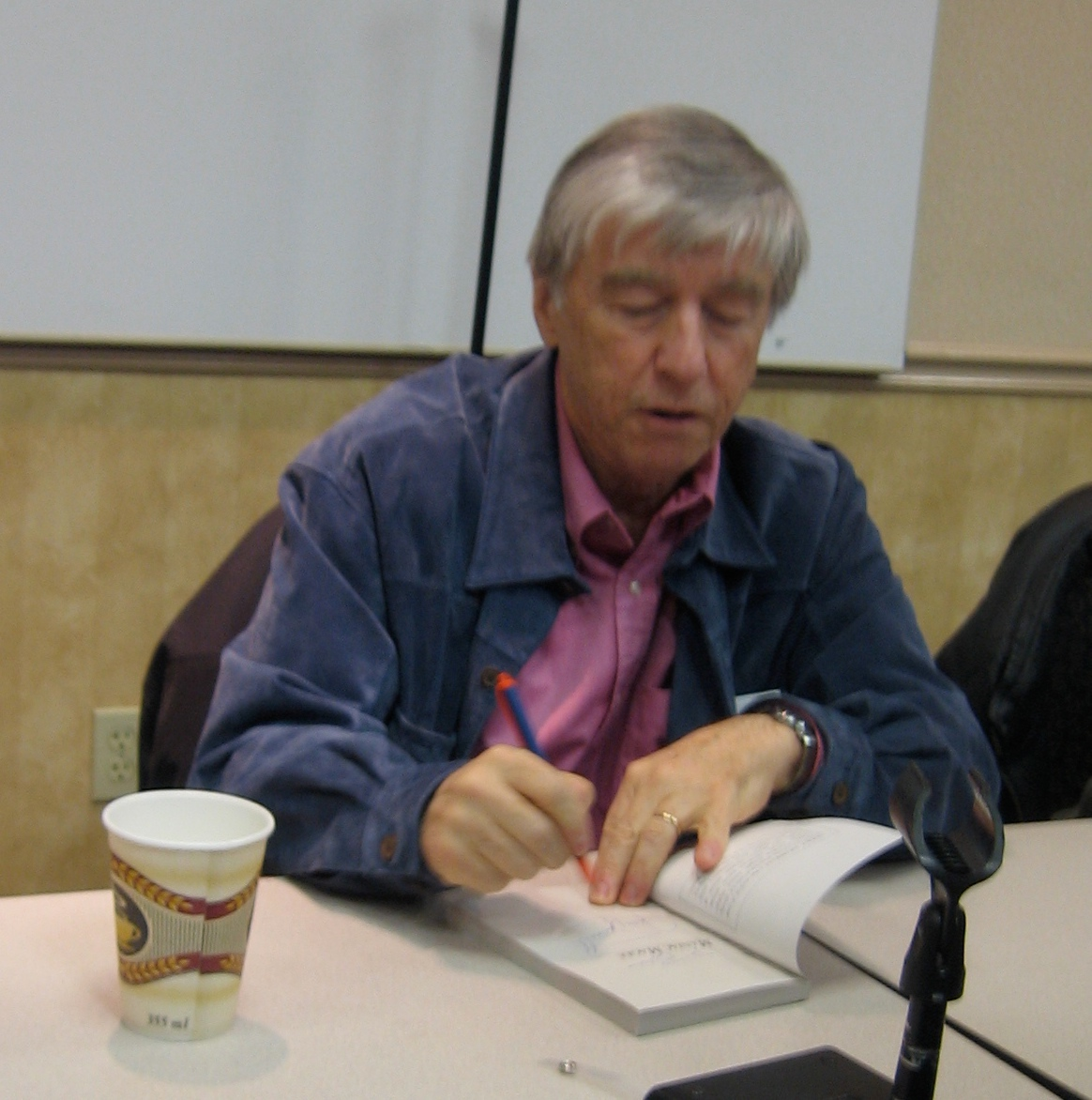
Jerry Spinelli (2008)

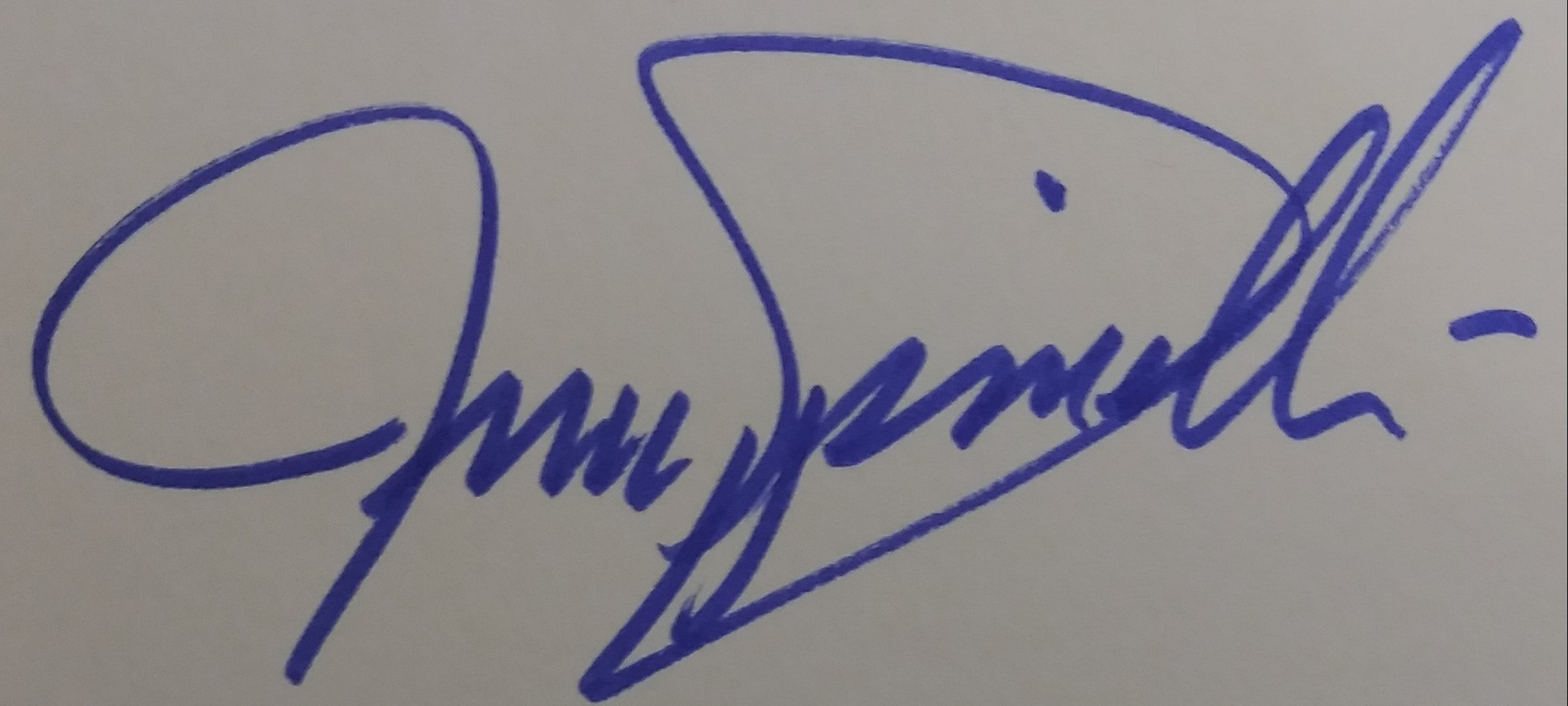
Jerry Spinells Signatur

George Elwood (Jerry) Spinelli (* 1. Februar 1941 in Norristown, Pennsylvania) ist ein US-amerikanischer Jugendbuchautor. 

## Leben
Spinelli besuchte die Norristown High School in seiner Geburtsstadt. Inspiriert durch ein von seinen Schulkameraden gewonnenes Football-Spiel schrieb er das Gedicht Goal to Go, welches 1957 im Lokalblatt Times Herald erschien und seine erste Veröffentlichung darstellte. 1959 beendete er die High School, studierte anschließend am Gettysburg College und schloss 1963 mit dem Bachelor in Englisch ab. Parallel dazu belegte er Schreibkurse bei Kressmann Taylor. 1964 erlangte er den Master of Arts an der Johns Hopkins University, wo er das Schreibseminar-Programm absolviert hatte. Von 1965 bis 1974 gehörte er der Naval Air Reserve (ein Teil der United States Navy Reserve) an. Von 1966 bis 1989 arbeitete er als Redakteur technischer Zeitschriften für den Verlag Chilton Company. 1977 heiratete er die Autorin Eileen Mesi (* 1942), die er bei der Chilton Company kennengelernt hatte und mit der er sechs Kinder bekam. Sie wohnen in Media, Pennsylvania.
Spinelli schrieb zunächst vier Romane, die unveröffentlicht blieben. 1982 erschien sein Debütroman, Space Station Seventh Grade, bei dem Verlagshaus Little, Brown and Company, das in den Folgejahren weitere seiner Werke veröffentlichte. Später publizierte er auch bei Scholastic, Random House, Alfred A. Knopf und HarperCollins. Seine engagierten Jugendbücher wurden mehrfach ausgezeichnet, unter anderem mit der Newbery Medal (1991). 1998 stand auch Wringer (dt.: Taubenjagd) auf der Ehrenliste für diesen US-amerikanischen Kinderbuchpreis. Taubenjagd ist als erstes seiner Bücher in die deutsche Sprache übersetzt worden. 

## Werke
- 1990: Maniac Magee (dt.: East End, West End, und dazwischen Maniac Magee)
- 1996: Crash (dt.: Crash – Das Leben ist Football)
- 1997: Wringer (dt.: Taubenjagd)
- 2001: Loser (dt.: Der Held aus der letzten Reihe)
- 2001: Stargirl (dt.: Stargirl)
- 2003: Milkweed (dt.: Asche fällt wie Schnee)
- 2007: Love, Stargirl (dt.: Lieber Leo – Dein Stargirl)

Die Übersetzungen seiner Bücher stammen von Andreas Steinhöfel.

## Auszeichnungen
- 1991: Newbery Medal für Maniac Magee
- 2000: Eule des Monats (Oktober)
- 2000: LUCHS des Monats Dezember für East End, West End, und dazwischen Maniac Magee
- 2000: Ehrendoktor des Western Maryland Colleges[4]
- 2003: Ehrengrad des Gettysburg College[3]
- 2001: ALA Best Books for Young Adults für Stargirl
- 2001: Premio Andersen  als Bester Autor
- 2006: Die besten 7 (April) für Asche fällt wie Schnee